# Сергеев, Пётр Петрович
Пётр Петрович Сергеев (1915—1969) — капитан Рабоче-крестьянской Красной Армии, участник Великой Отечественной войны, Герой Советского Союза (1945).

## Биография
Пётр Сергеев родился 16 июня 1915 года в деревне Сутоки (ныне — Рамешковский район Тверской области). После окончания средней школы и Калининского сельхозтехникума работал агрономом. В 1937—1939 годах проходил службу в Рабоче-крестьянской Красной Армии. В 1941 году Сергеев повторно был призван на службу в Рабоче-крестьянскую Красную Армию. Ускоренным курсом окончил Калинковичское пехотное училище. С декабря 1941 года — на фронтах Великой Отечественной войны. В боях два раза был тяжело ранен.
К январю 1945 года капитан Пётр Сергеев был заместителем по строевой части командира батальона 359-го стрелкового полка 50-й стрелковой дивизии 73-го стрелкового корпуса 52-й армии 1-го Украинского фронта. Отличился во время освобождения Польши. В ночь с 29 на 30 января 1945 года Сергеев в составе одной из рот первым в полку переправился через Одер в районе Бреслау и принял активное участие в боях за захват и удержание плацдарма на его западном берегу, продержавшись до переправы основных сил. В тех боях Сергеев лично уничтожил 18 вражеских солдат и офицеров, сам был ранен, но продолжал сражаться.
Указом Президиума Верховного Совета СССР от 10 апреля 1945 года за «мужество и героизм, проявленные в борьбе с немецкими захватчиками» капитан Пётр Сергеев был удостоен высокого звания Героя Советского Союза с вручением ордена Ленина и медали «Золотая Звезда» за номером 6517.
После окончания войны Сергеев был уволен в запас. Проживал и работал в Калининской области. Скоропостижно скончался 29 сентября 1969 года, похоронен в посёлке Максатиха.
Был также награждён орденом Красной Звезды и рядом медалей.
В честь Сергеева названа улица в Максатихе.